# Руда (притока Сниводи)
Руда — мала річка в Україні, у Калинівському й Хмільницькому районах Вінницької області, ліва притока Сниводи (басейн Південного Бугу).

## Опис
Довжина річки 12 км., похил річки — 2,8 м/км. Формується з багатьох безіменних струмків та водойм. Площа басейну 82,3 км².

## Розташування
Бере початок у селі Антонопіль. Спочатку тече на північний, а потім на південний захід через Рогинці й Шепіївку і впадає у річку Сниводу, ліву притоку Південного Бугу.